# Ribafria

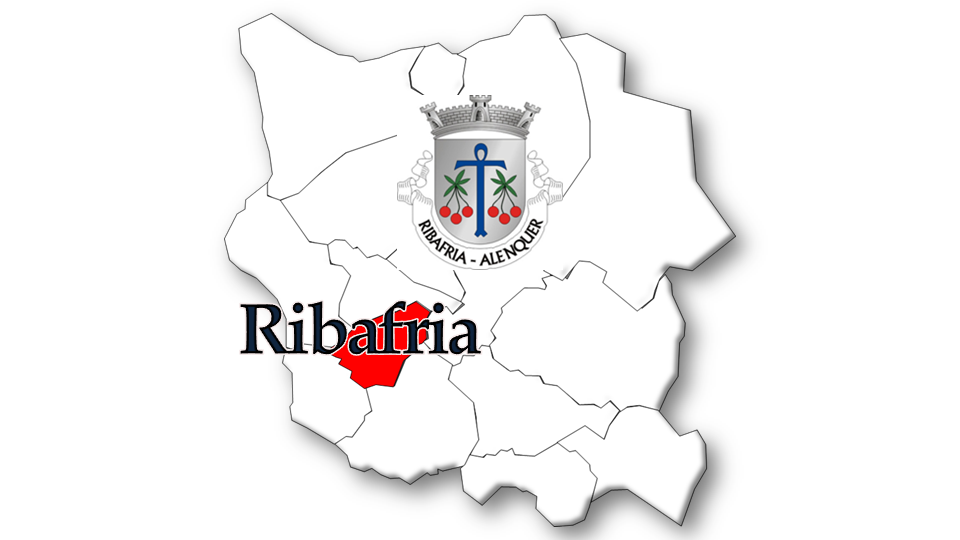
Localização da antiga Freguesia de Ribafria no Município de Alenquer

Ribafria é uma povoação portuguesa do Município de Alenquer que foi sede da extinta Freguesia de Ribafria, freguesia que tinha 9,13 km² de área e 970 habitantes (2011), e, portanto, uma densidade populacional de 106,2 hab./km².
A Freguesia de Ribafria foi extinta (agregada) em 2013, no âmbito de uma reforma administrativa nacional, tendo sido agregada à freguesia de Pereiro de Palhacana, para formar uma nova freguesia denominada União das Freguesias de Ribafria e Pereiro de Palhacana da qual é sede.

## População
★ Freguesia criada pela Lei nº 71/89  , de 28 de Agosto, com lugares desanexados da freguesia de Pereiro de Palhacana	
| 1991  | 2001 | 2011 |
| 1 108 | 974  | 970  |

```
Grupos etários
 em 2001 e 2011			
```

|     | 0-14 anos  | 15-24 anos | 25-64 anos | 65 e + anos |
| Hab | 128 \| 141 | 113 \| 92  | 510 \| 509 | 223 \| 228  |
| Var | +10%       | -19%       | -0%        | +2%         |

## Localidades
- Ribafria
- Lugar do Mato
- Sobreiros
- Palaios
- A-dos-Carneiros
- Azedia
- Silveira do Pinto

## Património
- Igreja de São Miguel de Palhacana (ruínas)
- Igreja de Nossa Senhora do Egipto
- Convento de São Jerónimo do Mato
- Cruzeiro (Sítio de São Miguel)
- Cruzeiro (Mato)
- Fontenário